# Køge Support
Køge Support var Køge Boldklubs officielle fanklub. I 2009 gik Køge Support sammen med Herfølge Support om at oprette HB Køges officielle fanklub HB Køge Support, som også er kendt som Svanerne.